# Sankt Veit im Pongau
Sankt Veit im Pongau is een gemeente in de Oostenrijkse deelstaat Salzburger Land, en maakt deel uit van het district Sankt Johann im Pongau.
Sankt Veit im Pongau telt 3330 inwoners.
Altenmarkt im Pongau ·
Bad Gastein ·
Bad Hofgastein ·
Bischofshofen ·
Dorfgastein ·
Eben im Pongau ·
Filzmoos ·
Flachau ·
Forstau ·
Goldegg im Pongau ·
Großarl ·
Hüttau ·
Hüttschlag ·
Kleinarl ·
Mühlbach am Hochkönig ·
Pfarrwerfen ·
Radstadt ·
St. Johann im Pongau ·
St. Martin am Tennengebirge ·
St. Veit im Pongau ·
Schwarzach im Pongau ·
Untertauern ·
Wagrain ·
Werfen ·
Werfenweng
- Bibliothèque nationale de France: cb15078617m (data)
- Gemeinsame Normdatei: 4314167-5
- Library of Congress Control Number: n93095745
- Nationale Bibliotheek van Israël: 987007535435605171
- Virtual International Authority File: 142047137
- WorldCat: E39PBJqkc4C8YkMGVhfxMWHBfq